# Maque choux

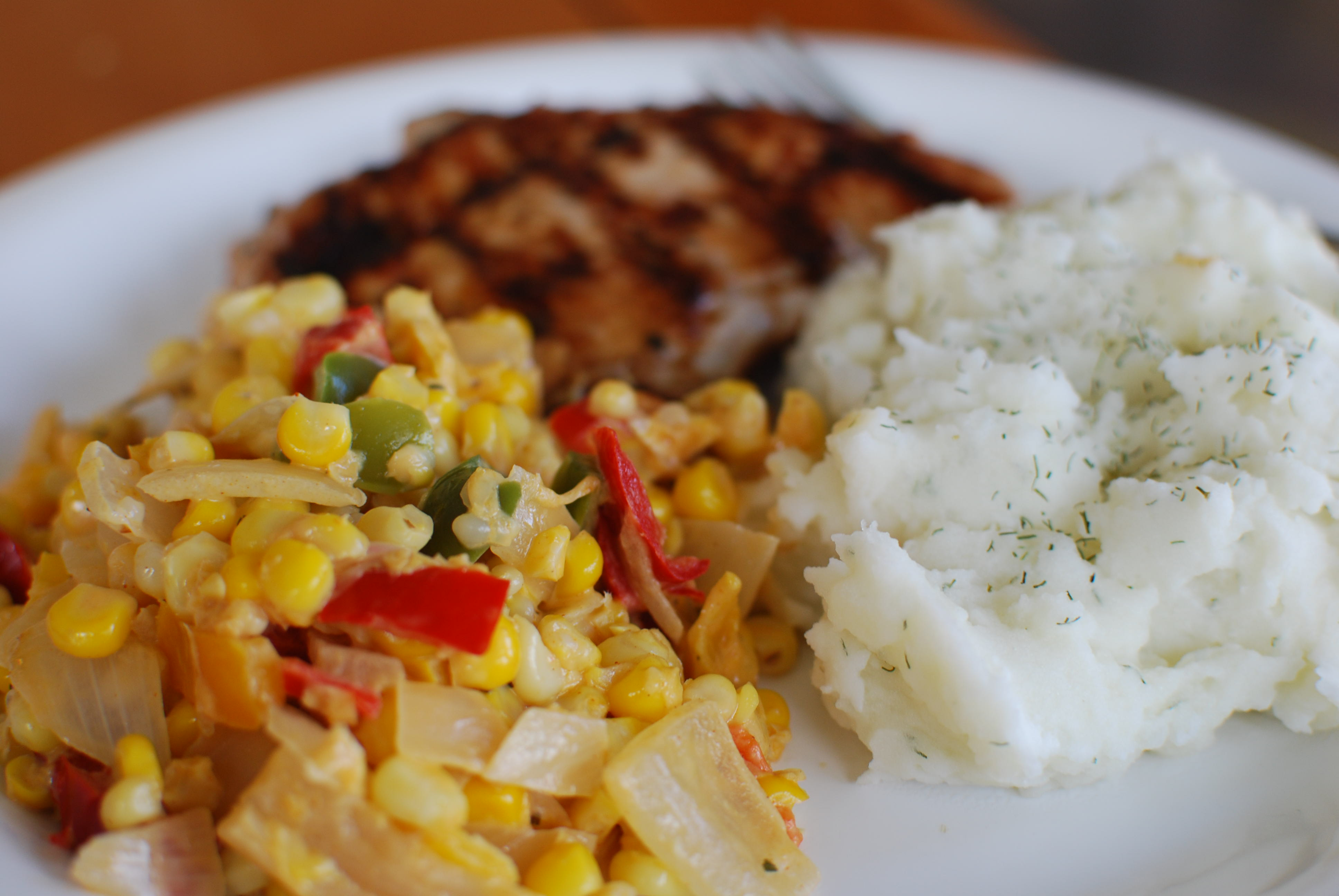
Maquechou com purê de batata e peito de peru

Maquechou (ou “maque choux”) é um prato típico da  culinária cajun, mas com origem em preparações dos culinária dos índios da América do Norte, que consiste num guisado à base de milho e vegetais (geralmente a “Santíssima Trindade” da culinária cajun: aipo, cebola e pimentão), condimentos e muitas vezes algum tipo de marisco. Como se sabe, tanto o milho, como o tomate e os cápsicos (pimentos “doces” e malaguetas picantes) são indígenas do sudoeste dos Estados Unidos e norte do México.
Uma variante, provavelmente mais próxima da culinária sulista propriamente dita, inclui um refogado iniciado com a gordura de bacon derretido, a que se juntam cebola, alho e cebolinho, e se termina acrescentando leite, caldo de galinha, tomate e salsa para cozinhar o milho. Outra variante, esta mais cajun ou crioula, consiste em acrescentar ovos batidos no final, para obter uma espécie de “frittata”.